# Anemone hepaticifolia
Anemone hepaticifolia är en ranunkelväxtart som beskrevs av William Jackson Hooker. Anemone hepaticifolia ingår i släktet sippor, och familjen ranunkelväxter. Inga underarter finns listade i Catalogue of Life.